# Batalla del cabo Esperanza
La batalla del cabo Esperanza, también conocida como la segunda batalla de la isla de Savo o como batalla naval de la isla de Savo (サボ島沖海戦 Sabo-tō Oki Kaisen?) según fuentes japonesas, se desarrolló entre el 11 y el 12 de octubre de 1942, y fue una batalla naval de la campaña del Pacífico de la Segunda Guerra Mundial entre la Armada Imperial Japonesa y la Armada de los Estados Unidos. La batalla fue la tercera de los cinco mayores enfrentamientos navales durante la Campaña de Guadalcanal y tuvo lugar en la entrada del estrecho formado entre la isla de Savo y Guadalcanal, en las Islas Salomón.
En la noche del 11 de octubre, las fuerzas navales japonesas en el área de las Islas Salomón, bajo el mando del vicealmirante Gun'ichi Mikawa, enviaron un importante convoy de provisiones y refuerzos a sus fuerzas en Guadalcanal. El convoy consistió en dos portahidroaviones y seis destructores, y su envío fue ordenado por el contraalmirante Takatsugu Jōjima. Al mismo tiempo, pero en una operación separada, tres cruceros pesados y dos destructores bajo el mando del contraalmirante Aritomo Gotō intentaban bombardear el aeródromo de los aliados en Guadalcanal (llamado por los aliados "Campo Henderson") con el objetivo de destruir los aviones y las instalaciones de la base aérea. 
Poco antes de la medianoche del 11 de octubre, cuatro cruceros y cinco destructores estadounidenses, liderados por el contraalmirante Norman Scott, interceptaron a la flota japonesa en las proximidades de la isla de Savo, cerca de Guadalcanal. Tomando a los japoneses por sorpresa, los buques de guerra de Scott hundieron uno de los cruceros y uno de los destructores enemigos, dañaron seriamente otro crucero, hirieron mortalmente a Gotō y forzaron al resto de las naves japonesas a abandonar su misión de bombardeo y huir. Durante el intercambio de fuego, uno de los destructores de Scott fue hundido, mientras que un crucero y otro destructor sufrieron importantes daños. Mientras tanto, el convoy de provisiones japonés completó con éxito la descarga en Guadalcanal y comenzó su viaje de vuelta sin ser descubierto por la flota de Scott. Posteriormente, en la mañana del 12 de octubre, cuatro destructores japoneses del convoy de provisiones regresaron para asistir en su retirada a los dañados buques de guerra de Gotō. Los ataques aéreos de los aviones estadounidenses del Campo Henderson hundieron dos de estos destructores más tarde en ese mismo día.
A pesar de la victoria de Scott, la batalla tuvo pocas consecuencias estratégicas inmediatas. Apenas dos noches después, dos acorazados japoneses bombardearon y casi destruyeron el Campo Henderson, y más refuerzos japoneses fueron desembarcados con éxito en la isla.

## Antecedentes

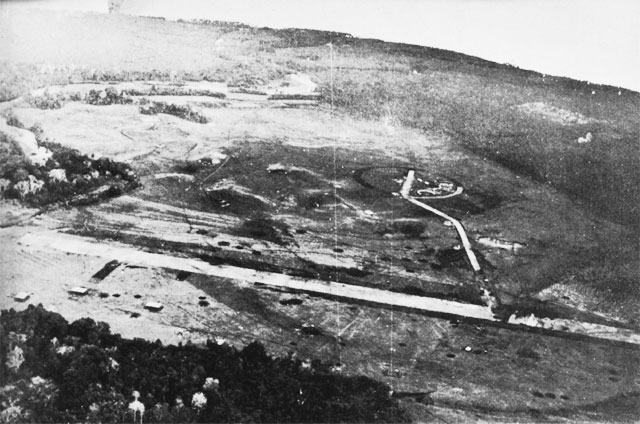
Vista aérea del Campo Henderson en Guadalcanal, el 7 de agosto de 1942.

El 7 de agosto de 1942 las fuerzas aliadas (sobre todo estadounidenses) desembarcaron en Guadalcanal, Tulagi, y en las islas Florida, pertenecientes al archipiélago de las Islas Salomón. El objetivo era impedir el asentamiento de bases japonesas en las islas que pudieran amenazar las rutas de aprovisionamiento entre los Estados Unidos y Australia, y asegurar los puntos de partida para ejecutar una campaña que aislaría la importante base japonesa de Rabaul y que al mismo tiempo apoyaría a los aliados en la campaña de Nueva Guinea. La campaña de Guadalcanal duraría seis meses.
Tomando a los japoneses por sorpresa, al anochecer del 8 de agosto, las fuerzas aliadas, integradas principalmente por marines estadounidenses, habían asegurado Tulagi y las pequeñas islas próximas, así como también un campo de aviación en fase de construcción en la Punta de Lunga (después fue terminado por los aliados y llamado "Henderson"). Los aviones aliados que operaban desde Henderson fueron conocidos como "Cactus Air Force" (CAF), en referencia al código aliado para Guadalcanal.

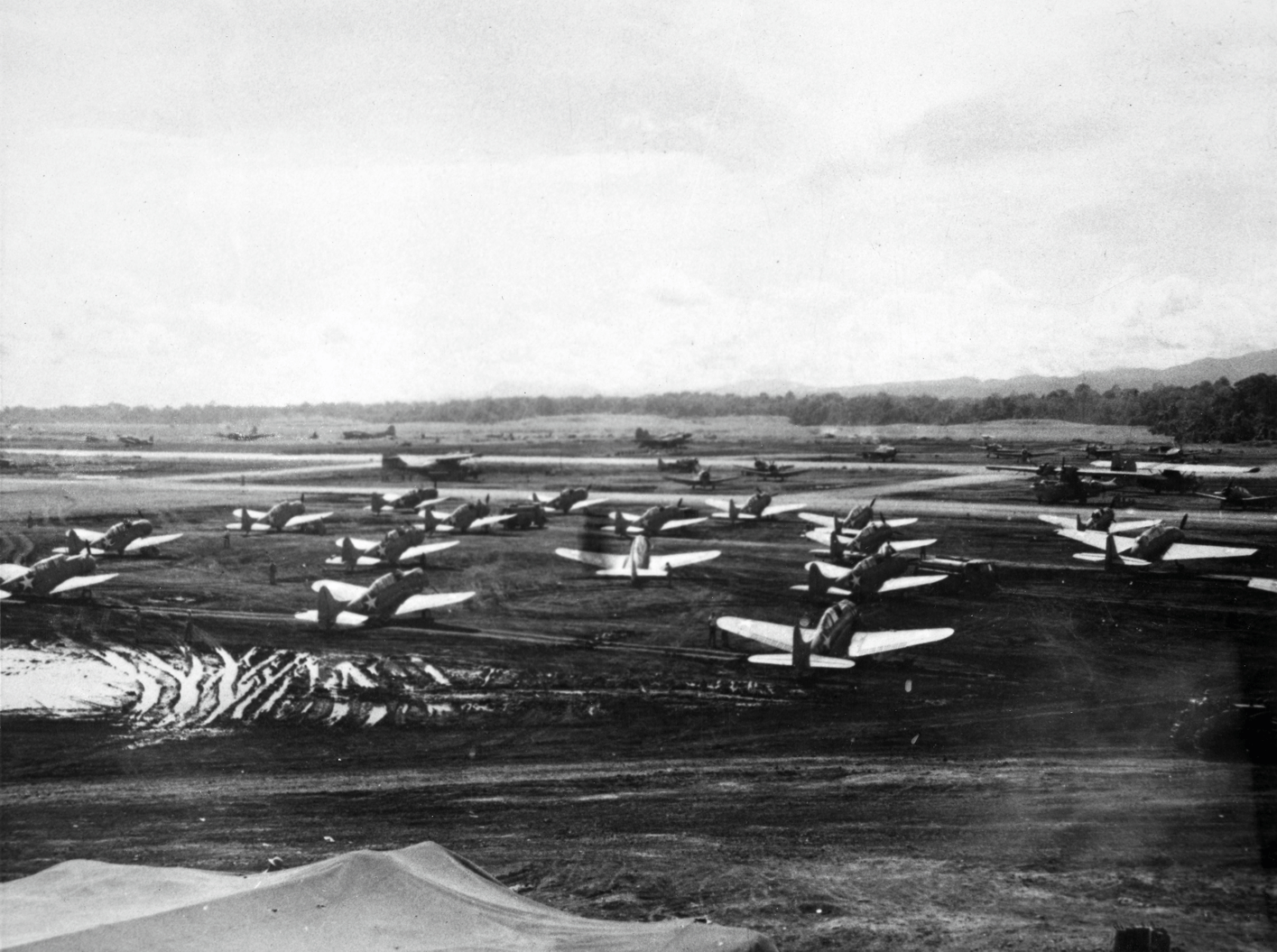
Aviones de las fuerzas aliadas llenan el Campo Henderson en Guadalcanal, en octubre de 1942.

En respuesta, el Cuartel General Imperial japonés asignó la tarea de recuperar Guadalcanal al 17.º Ejército del Ejército Imperial Japonés, una unidad de batalla del tamaño de un cuerpo acantonado en Rabaul bajo las órdenes del teniente general Harukichi Hyakutake. El 19 de agosto de 1942 varias unidades del 17.º Ejército comenzaron a desembarcar en la isla.
Debido a la amenaza de los aviones de la CAF, los japoneses no podían utilizar las grandes y lentas naves de transporte para movilizar sus tropas y provisiones a la isla, y en su lugar fueron utilizados buques de guerra. Estos, principalmente cruceros ligeros o destructores, eran generalmente capaces de hacer viajes de ida y vuelta a través del estrecho de Nueva Georgia hacia Guadalcanal y luego volver en una sola noche, reduciendo así al mínimo su exposición a los ataques de la CAF. Sin embargo, esta forma de desembarco de tropas impidió que la mayor parte del equipo pesado y las provisiones, tales como artillería pesada, vehículos, y mucho alimento y munición, fueran entregados. Además, debieron emplear destructores que se necesitaban desesperadamente para la defensa de los convoyes de transporte. Estos veloces traslados ocurrieron mientras se desarrollaba la campaña y posteriormente fueron llamados "Tokyo Express" por los aliados y el "Transporte de Ratas" por los japoneses.

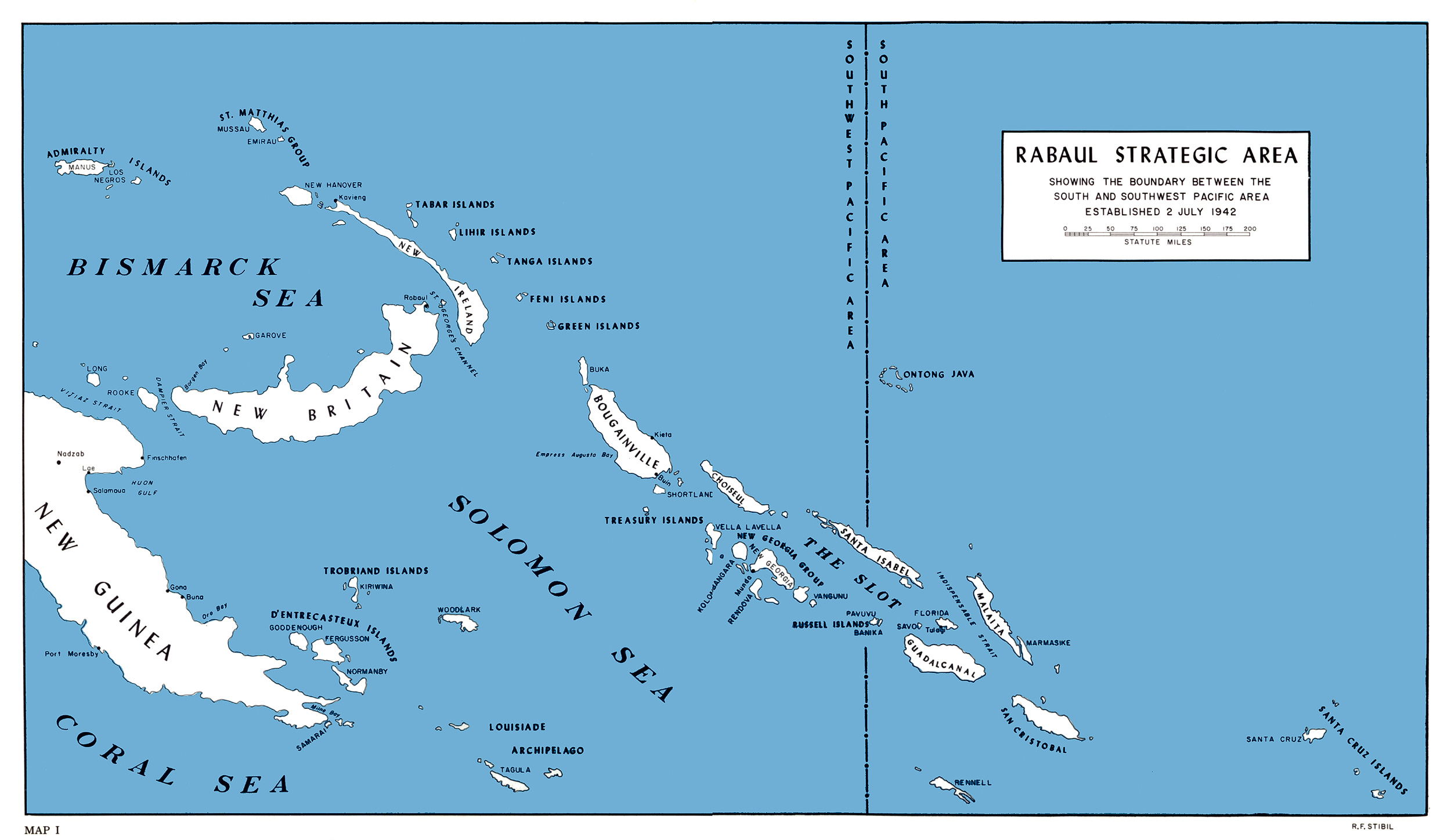
El área de las Islas Salomón en el Pacífico Sur. La base japonesa en Rabaul está en la parte superior izquierda. Guadalcanal (inferior derecha) se localiza en el final sureste del estrecho de Nueva Georgia, la ruta utilizada por las misiones japonesas de Tokyo Express.

Los japoneses controlaban los mares alrededor de las Islas Salomón durante la noche. Sin embargo, cualquier nave japonesa dentro del radio de acción de la CAF durante las horas de luz diurna (aproximadamente 320 km) estaba en peligro. Esta situación persistió durante varios meses a lo largo de la campaña.
La primera tentativa del ejército japonés de recobrar el Campo Henderson tuvo lugar el 21 de agosto de 1942, en la batalla de Tenaru. La siguiente, la batalla de Edson Ridge, duró del 12 al 14 de septiembre; ambas fracasaron.
Los japoneses fijaron su siguiente tentativa de recobrar el Campo Henderson para el 20 de octubre y movilizaron la mayor parte de las 2.ª y 38.ª divisiones de infantería, sumando 17 500 efectivos, desde las Indias Orientales Neerlandesas hasta Rabaul con objeto de desembarcarlas en Guadalcanal. Entre el 14 de septiembre y el 9 de octubre, numerosos viajes del Tokyo Express trasladaron a las tropas de la 2.ª División de Infantería japonesa así como también al general Hyakutake a Guadalcanal. Además de los cruceros y los destructores, algunos de estos viajes incluyeron al veloz portahidroaviones Nisshin para desembarcar equipo pesado en la isla, incluyendo vehículos y artillería pesada, que otros buques de guerra no podían transportar debido a limitaciones de espacio. La Armada japonesa prometió apoyar la ofensiva prevista por el ejército entregando tropas, equipo y provisiones necesarios a la isla, intensificando los ataques aéreos contra el Campo Henderson y enviando buques de guerra para bombardear el campo de aviación.
Mientras tanto, el general de división Millard F. Harmon, comandante de las fuerzas del Ejército de los Estados Unidos en el Pacífico Sur, convenció al vicealmirante Robert L. Ghormley, Comandante supremo de las fuerzas aliadas en el Pacífico Sur, de que los marines en Guadalcanal necesitaban ser reforzados inmediatamente para que los aliados pudieran defender con éxito la isla de la ofensiva japonesa. Así, el 8 de octubre, los 2837 hombres del 164.º Regimiento de Infantería de la División Americal del ejército estadounidense embarcaron en Nueva Caledonia para el viaje hacia Guadalcanal con una fecha de llegada proyectada para el 13 de octubre.

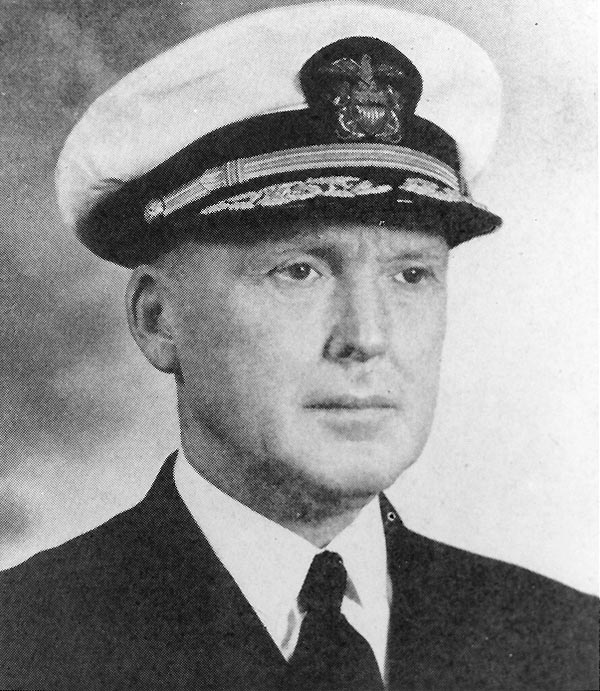
Contraalmirante Norman Scott, de la Armada de los Estados Unidos.

Para proteger los transportes que iban a llevar el 164.º regimiento a Guadalcanal, Ghormley ordenó a la "Task Force 64", que se componía de cuatro cruceros (USS San Francisco, USS Boise, USS Salt Lake City, y USS Helena) y cinco destructores (USS Farenholt, USS Duncan, USS Buchanan, USS McCalla, y USS Laffey'), bajo las órdenes del contraalmirante Norman Scott, interceptar y combatir cualquier nave japonesa que se acercara a Guadalcanal y que amenazase al convoy. Scott se preparó para una batalla nocturna con sus naves el 8 de octubre, estacionándose luego al sur de Guadalcanal, cerca de la isla Rennell el 9 de octubre, para aguardar cualquier movimiento naval japonés en la parte meridional de las Islas Salomón.
Continuando con los preparativos para la ofensiva de octubre, el estado mayor de la 8ª Flota del vicealmirante japonés Gun'ichi Mikawa, establecida en Rabaul, programó un viaje grande y "singularmente importante" del Tokyo Express para la noche del 11 de octubre. El Nisshin se uniría con el portahidroaviones Chitose para transportar 728 soldados, cuatro obuses de 150 mm, dos piezas de artillería de campaña de 75 mm, un cañón antiaéreo y un gran surtido de municiones y otros equipos desde las bases navales japonesas en las islas Shortland, en Buin y en Bougainville, hacia Guadalcanal. Seis destructores, cinco de ellos llevando tropas, acompañaron al Nisshin y al Chitose. El convoy de suministros, llamado Grupo de refuerzo por los japoneses, estaba bajo el mando del contraalmirante Takatsugu Jōjima. Al mismo tiempo pero en una operación separada, los tres cruceros pesados de la 6.ª División de Cruceros (CruDiv6), Aoba, Kinugasa y Furutaka, comandados por el contraalmirante Aritomo Gotō, intentarían bombardear el Campo Henderson con munición especial explosiva a fin de destruir al CAF y las instalaciones del campo de aviación. Dos destructores de cobertura, el Fubuki y el Hatsuyuki, acompañaban a la CruDiv6. Puesto que los buques de guerra de la marina estadounidense debían aún impedir cualquier misión del Tokyo Express a Guadalcanal, los japoneses no esperaban ninguna oposición de las fuerzas navales de superficie estadounidense aquella noche.

## Batalla

### Preludio

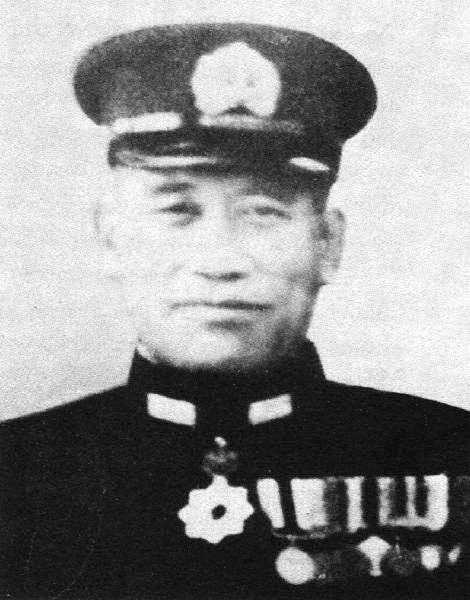
Aritomo Gotō, contraalmirante japonés.

A las 08:00 del domingo 11 de octubre, el grupo de refuerzos de Takatsugu Jōjima partió de su fondeadero en las islas Shortland para comenzar su viaje de 402 km a través del Estrecho de Nueva Georgia hacia Guadalcanal. Los seis destructores que acompañaban al Nisshin y al Chitose eran el Asagumo, Natsugumo, Yamagumo, Shirayuki, Murakumo y Akizuki. Gotō partió de las islas Shortland hacia Guadalcanal a las 14:00 del mismo día.
Para proteger el avance del grupo de refuerzos a Guadalcanal contra la Cactus Air Force (CAF), la 11.ª Flota Aérea japonesa, con base en Rabaul, Kavieng, y Buin, planeó dos ataques aéreos al Campo Henderson para el 11 de octubre. Una barrida de caza por parte de 17 A6M Zeros alcanzó el Campo Henderson después del mediodía pero no lograron entrar en combate con ningún avión estadounidense. Cuarenta y cinco minutos más tarde la segunda oleada, conformada por 45 bombarderos G4M Betty y 30 Zeros, llegaron sobre el Campo Henderson. En la batalla aérea sostenida con la CAF, fue derribado un Betty y dos cazas estadounidenses. A pesar de que los ataques japoneses no pudieron infligir daños significativos, evitaron que los bombarderos de la CAF encontrarán y atacaran al grupo de refuerzos. Mientras el grupo de refuerzos transitaba por el estrecho de Nueva Guinea (también conocido como La Ranura), Zeros de relevo de la 11.ª Flota Aérea con base en Buin escoltaron al convoy. Acentuando la importancia de este convoy para los planes japoneses, se ordenó que el último vuelo del día permaneciera estacionario sobre el convoy hasta el anochecer; luego los aviones debían amerizar y sus pilotos esperar ser rescatados por los destructores. Los seis Zeros descendieron en el mar, pero solo un piloto fue rescatado por el convoy.
Aviones de reconocimiento aliados avistaron al convoy de aprovisionamiento de Jōjima a unos 338 km de Guadalcanal entre Kolombangara y Choiseul, en La Ranura, a las 14:45 del mismo día, y reportaron haber avistado dos cruceros y seis destructores. La fuerza de Gotō, que seguía al convoy, no fue detectada. En respuesta al avistamiento de las fuerzas de Jōjima, a las 16:07 Norman Scott volvió hacia Guadalcanal con el objetivo de interceptar al convoy.
Hasta este momento, los aliados habían sido derrotados en todas las batallas nocturnas en superficie contra la Armada japonesa, perdiendo ocho cruceros y tres destructores sin haber logrado hundir un solo buque de guerra japonés. Consciente de la ventaja japonesa en la lucha nocturna, Scott diseñó un plan de batalla simple para el enfrentamiento previsto. Sus naves se alinearían en columna con los destructores a vanguardia y retaguardia de la columna de cruceros. Los destructores tenían la misión de iluminar cualquier blanco con los reflectores y lanzar torpedos mientras que los cruceros debían abrir fuego contra cualquier blanco disponible sin esperar órdenes. Los aviones de reconocimiento de los cruceros, que serían lanzados por adelantado, tenían la misión de encontrar e iluminar a los buques de guerra japoneses con bengalas. A pesar de que el Helena y el Boise llevaban un nuevo radar, muy mejorado, Scott eligió al San Francisco como su buque insignia.
A las 22:00, mientras los barcos de Scott se acercaban al Cabo Hunter en el extremo noroeste de Guadalcanal, tres de sus cruceros lanzaron hidroaviones. Uno se estrelló en el despegue, pero los otros dos patrullaron sobre la isla de Savo, Guadalcanal, y el estrecho del Fondo de Hierro. Al tiempo que despegaban los hidroaviones, las fuerzas de Jōjima acababan de pasar alrededor del sector noroeste montañoso de Guadalcanal, y ninguna de las dos fuerzas avistó a la otra. A las 22:20, Jōjima se comunicó por radio con Gotō y le dijo que no había naves estadounidenses en el sector. Aunque más tarde las fuerzas de Jōjima escucharon los hidroaviones de Scott rondando cerca de las costas del norte de Guadalcanal, no informaron de ello a Gotō.
A las 22:33, inmediatamente después de pasar el Cabo Esperanza, las naves estadounidenses tomaron la formación de batalla. La columna fue liderada por el Farenholt, el Duncan, y el Laffey, seguida por el San Francisco, el Boise, el Salt Lake City, y el Helena. El Buchanan y el McCalla cubrían la retaguardia. La distancia entre cada nave era de entre 450 a 650 metros. La visibilidad era pobre ya que la luna se había ocultado, con lo que se carecía de luz ambiental y no podía verse el horizonte marino.

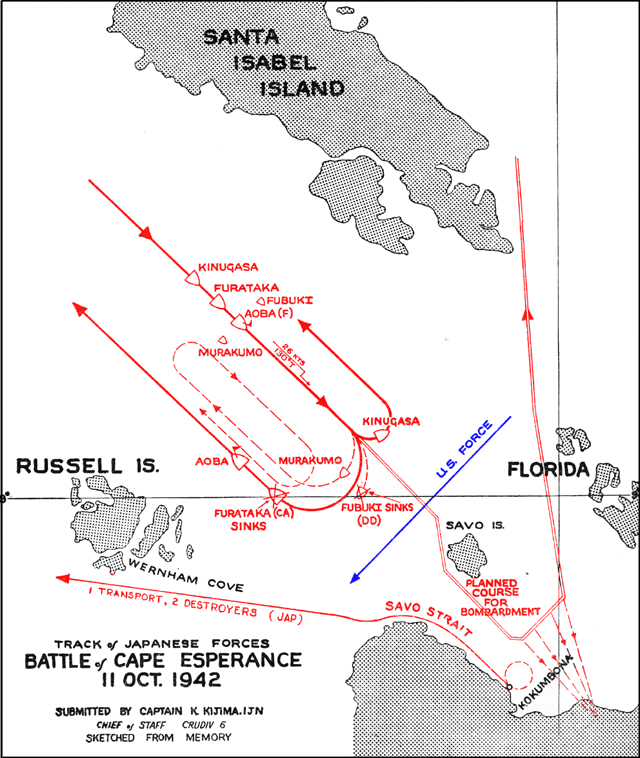
Mapa que muestra los movimientos de las fuerzas de Gotō y Jōjima durante la batalla. La línea gris clara que bordea la isla de Savo representa las rutas de aproximación y salida previstas por Gotō para la misión de bombardeo. Al Hatsuyuki se le nombra erróneamente como Murakumo.

Las fuerzas de Gotō pasaron a través de varios chaparrones mientras se acercaban a Guadalcanal a 30 nudos (56 km/h). El buque insignia de Gotō, el Aoba, lideró los cruceros japoneses en una columna, seguido por el Furutaka y el Kinugasa. El Fubuki estaba a estribor del Aoba y el Hatsuyuki a babor de este. A las 23:30, las naves japonesas emergieron de la tormenta y comenzaron a aparecer en las pantallas de radar de los buques Helena y Salt Lake City. Sin embargo, los japoneses, cuyas naves no estaban equipadas con radar, continuaron sin advertir la presencia de Scott.

### Acción
A las 23:00, los aviones del San Francisco detectaron a las fuerzas de Jōjima en las proximidades de Guadalcanal, e informaron a Scott. Este, creyendo que probablemente más naves japonesas estarían en camino, continuó su curso hacia el lado oeste de la isla de Savo. A las 23:33, Scott ordenó a su columna virar hacia el sudoeste con rumbo 230 grados. Todas las naves de Scott entendieron la orden como un movimiento de columna a excepción de la propia nave de Scott, el San Francisco. Mientras los tres destructores estadounidenses de vanguardia ejecutaban el movimiento de encolumnarse, el San Francisco viró simultáneamente. El Boise, que venía detrás del San Francisco, lo siguió y así colocó a los tres destructores de vanguardia fuera de la formación.
A las 23:32 el radar del Helena mostró a los buques de guerra japoneses a una distancia de 25.329 metros. A las 23:35, los radares del Boise y del Duncan también detectaron a las naves japonesas. Entre las 23:42 y las 23:44, el Helena y el Boise informaron sobre sus contactos a Scott en el San Francisco, quien creyó equivocadamente que los dos cruceros en realidad habían rastreado a los tres destructores estadounidenses que quedaron fuera de la formación durante el viraje de encolumnamiento. Scott se comunicó con el Farenholt para preguntar si el destructor intentaba reasumir su posición al frente de la columna. El Farenholt contestó, "Afirmativo, llegando por su lado de estribor", confirmación adicional de la creencia de Scott de que los contactos de los radares eran sus propios destructores.
A las 23:45 el Farenholt y el Laffey, aún sin advertir la aproximación de los buques de Gotō, incrementaron su velocidad para reasumir sus posiciones al frente de la columna estadounidense. Sin embargo, la tripulación del Duncan, pensando que el Farenholt y el Laffey habían comenzado el ataque contra los buques de guerra japoneses, aumentó su velocidad para lanzar un ataque solitario con torpedos contra las fuerzas de Gotō sin dar parte a Scott de lo que estaba haciendo. El radar del San Francisco registró las naves japonesas, pero Scott no fue informado de la detección. A las 23:45, las naves de Gotō estaban solamente a 4572 metros de la formación de Scott y eran visibles para los vigías del Helena y del Salt Lake City. La formación estadounidense en este punto estaba en posición para cruzar la T de la formación japonesa, dando a Scott una ventaja táctica significativa. A las 23:46, suponiendo todavía que Scott estaba al tanto de la rápida aproximación de los buques japoneses, el Helena se comunicó por radio para que le fuera otorgado el permiso para abrir fuego, usando la petición del procedimiento general, "Interrogatory Roger" (básicamente significa, "¿Tenemos vía libre para actuar?"). Scott contestó con "Roger", solamente en el sentido de que el mensaje había sido recibido, mas no confirmaba la petición de actuar. Tras la recepción del mensaje de Scott el Helena, pensando que contaba con autorización, abrió fuego, seguido rápidamente por el Boise, el Salt Lake City, y para enorme sorpresa de Scott, el propio San Francisco.

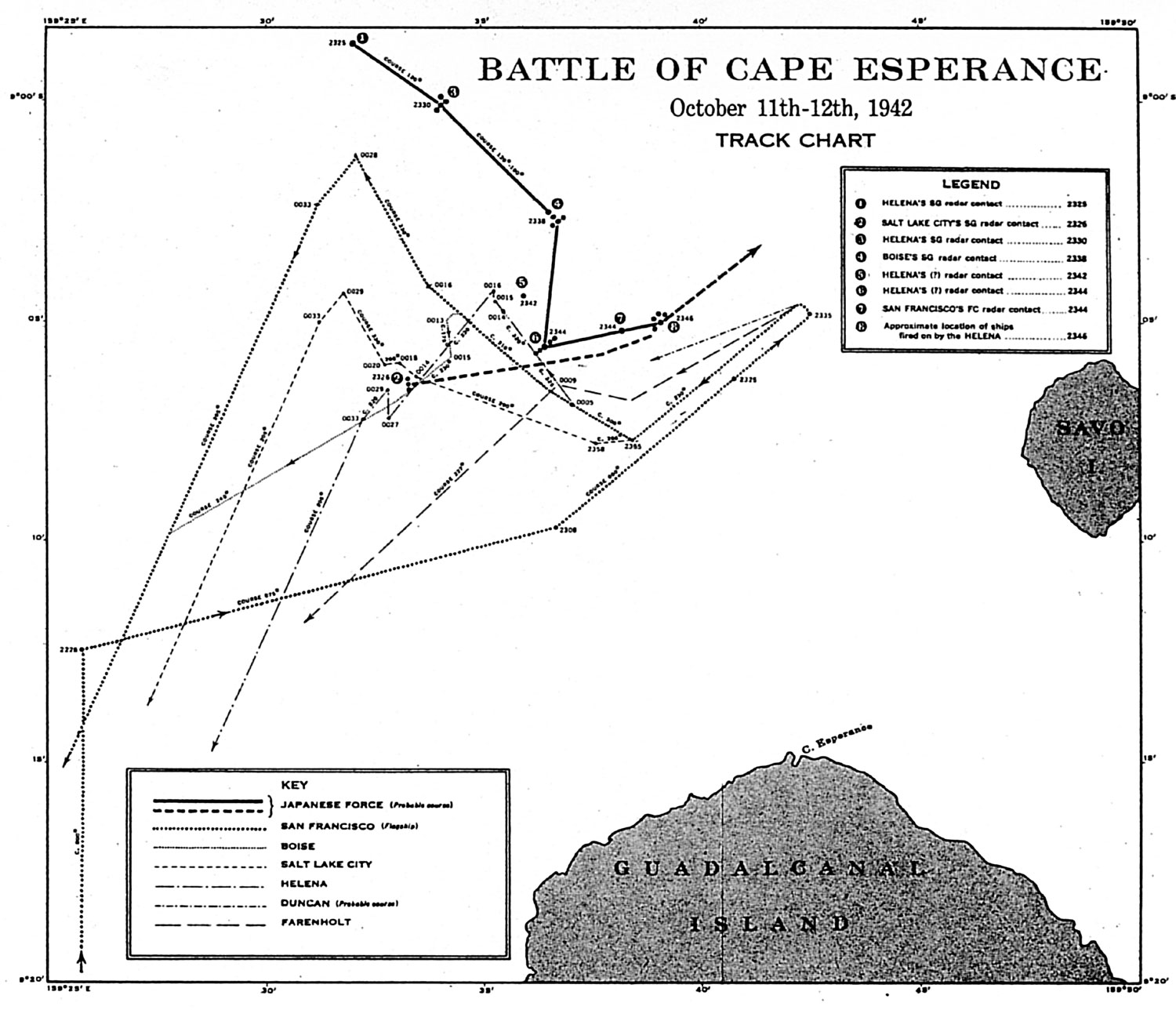
Mapa de la Armada de los Estados Unidos que representa exactamente los movimientos de las naves estadounidenses (pistas más bajas), mas no las líneas de las naves japonesas (superior, más oscuro).

Las fuerzas de Gotō fueron tomadas casi totalmente por sorpresa. A las 23:43 los vigías del Aoba avistaron a las fuerzas de Scott, pero Gotō asumió que eran las de su aliado Jōjima. Dos minutos después los mismos vigías identificaron las naves como estadounidenses, pero Gotō seguía escéptico y dio instrucciones a sus naves para que hicieran destellar señales de identificación. Mientras la tripulación del Aoba ejecutaba las órdenes de Gotō, la primera andanada estadounidense golpeó la superestructura del Aoba, que fue alcanzado rápidamente por hasta 40 proyectiles del Helena, del Salt Lake City, del San Francisco, del Farenholt, y del Laffey. Los disparos dañaron seriamente los sistemas de comunicaciones del Aoba y deshabilitaron dos de sus torretas de artillería principales así como su sistema director de tiro principal. Varios proyectiles de grueso calibre pasaron a través del puente de mando del Aoba sin estallar, pero la fuerza de su paso mató a muchos hombres e hirió mortalmente a Gotō.
Scott, aún inseguro acerca de a quién estaban atacando sus naves, y temiendo que pudieran ser sus propios destructores, ordenó un alto al fuego a las 23:47, si bien no todas las naves acataron la orden. Scott ordenó al Farenholt que hiciera destellar sus señales de identificación y después de observar que el Farenholt estaba cercano a su formación, ordenó reanudar el fuego a las 23:51.
El Aoba, que continuaba recibiendo disparos que lo dañaban, viró a estribor para alejarse de la formación de Scott y comenzó a hacer una cortina de humo que llevó a la mayor parte de las naves Scott a creer que se estaba hundiendo. Las naves de Scott cambiaron el fuego al Furutaka, que venía por detrás del Aoba. A las 23:49 el Furutaka fue alcanzado por proyectiles en sus tubos lanzatorpedos, iniciándose un gran incendio que atrajo aún más los disparos de las naves estadounidenses. A las 23:58, un torpedo del Buchanan alcanzó al Furutaka en la sala de máquinas delantera, causando graves daños. Durante ese tiempo, el San Francisco y el Boise avistaron al Fubuki a una distancia de cerca de 1300 metros y lo barrieron con disparos, a lo que pronto se sumó la mayor parte de las restantes naves de Scott. Seriamente dañado, el Fubuki comenzó a hundirse. El Kinugasa y el Hatsuyuki viraron a babor en lugar de a estribor y escaparon de la atención inmediata de las naves de Scott.
Durante el intercambio de fuego, el Farenholt recibió varios impactos destructivos por parte de las naves japonesas y también de las propias, que mataron a varios hombres. Se escapó del fuego cruzado pasando por delante del San Francisco hacia el flanco no comprometido en batalla de la columna de Scott. El Duncan, que seguía en su ataque solitario de torpedos contra la formación japonesa, fue también alcanzado por el fuego de ambos lados y resultó incendiado. Emprendió la retirada y se alejó por sus propios medios del combate.

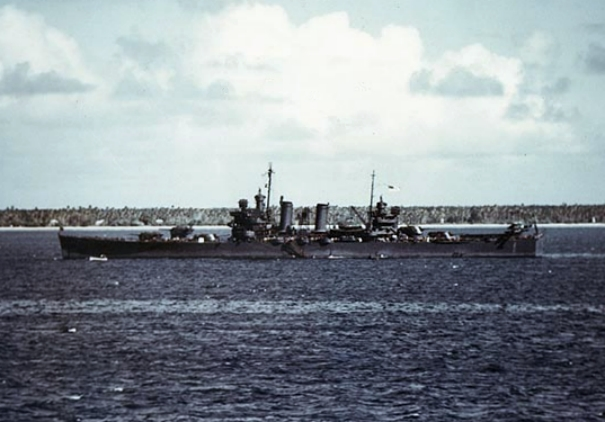
El crucero estadounidense, Boise en Espíritu Santo, Nuevas Hébridas en agosto de 1942.

Mientras las naves de Gotō se esforzaron por escapar, las de Scott ajustaron su formación y luego viraron para perseguir a los buques japoneses en retirada. A las 00:06, dos torpedos del Kinugasa fallaron por poco al Boise. El Boise y el Salt Lake City activaron sus reflectores para ayudar a apuntar sobre las naves japonesas, dando a los artilleros del Kinugasa blancos claros. A las 00:10, dos proyectiles del Kinugasa estallaron en el pañol principal de municiones del Boise entre las torretas 1 y 2. La explosión resultante mató a casi 100 hombres y amenazó con hacer explotar la nave. El agua de mar entró precipitadamente por las vías de agua abiertas por la explosión en el casco y ayudó a apagar el incendio antes de que éste pudiera hacer estallar la santabárbara de la nave. El Boise salió inmediatamente de la columna y se retiró de la acción. El Kinugasa y el Salt Lake City intercambiaron fuego el uno contra el otro, causando daños de menor importancia al Kinugasa y poniendo fuera de servicio una de las calderas del Salt Lake City, lo que redujo su velocidad.
A las 00:16, Scott ordenó a sus naves tomar rumbo de 330 grados en un intento de perseguir a los buques japoneses en su retirada. Sin embargo, los estadounidenses rápidamente perdieron de vista a los japoneses, y cesó el fuego a las 00:20. La formación estadounidense se comenzaba a dispersar, así que Scott ordenó un viraje a 205 grados para poder retirarse del lugar de combate.

### Retirada
Durante la batalla entre las naves de Norman Scott y Aritomo Gotō, el grupo de refuerzos de Takatsugu Jōjima completó la descarga en Guadalcanal y comenzó su viaje de vuelta sin ser visto por los buques de Scott, usando una ruta al sur de las islas Russell y de Nueva Georgia. A pesar de la gravedad de los daños sufridos, el Aoba pudo unirse al Kinugasa en la retirada rumbo norte a través de La Ranura. Los daños en el Furutaka le hicieron perder potencia alrededor de las 00:50, y se hundió a las 02:28, 35 km al noroeste de la isla de Savo. El Hatsuyuki recogió a los sobrevivientes del Furutaka y se unió a la retirada hacia el norte.
El Boise extinguió sus incendios a las 02:40 y a las 03:05 se reagrupó con la formación de Scott. El Duncan, que estaba en llamas, fue abandonado por su tripulación a las 02:00. Sin saber de los sucesos en el Duncan, Scott envió al McCalla en su búsqueda y se retiró con el resto de sus naves hacia Numea, llegando en la tarde del 13 de octubre. El McCalla localizó el incendiado y abandonado Duncan alrededor de las 03:00, y varios miembros de la tripulación del McCalla intentaron salvarlo del hundimiento. Sin embargo, a las 12:00, tuvieron que abandonar sus esfuerzos cuando cedieron los tabiques herméticos interiores del Duncan haciendo que la nave finalmente se hundiera a 10 km al norte de la isla de Savo. Los soldados estadounidenses embarcados en botes desde Guadalcanal, así como el McCalla, rescataron a los dispersos sobrevivientes del Duncan en el mar alrededor de Savo. En total, 195 marineros del Duncan sobrevivieron y 48 perecieron. Después del rescate de la tripulación del Duncan, los estadounidenses volvieron para rescatar a los más de 100 sobrevivientes del Fubuki, quienes se encontraban flotando en la misma área. Los japoneses rechazaron inicialmente todos los intentos de rescate pero accedieron un día después a ser recogidos y tomados como prisioneros.

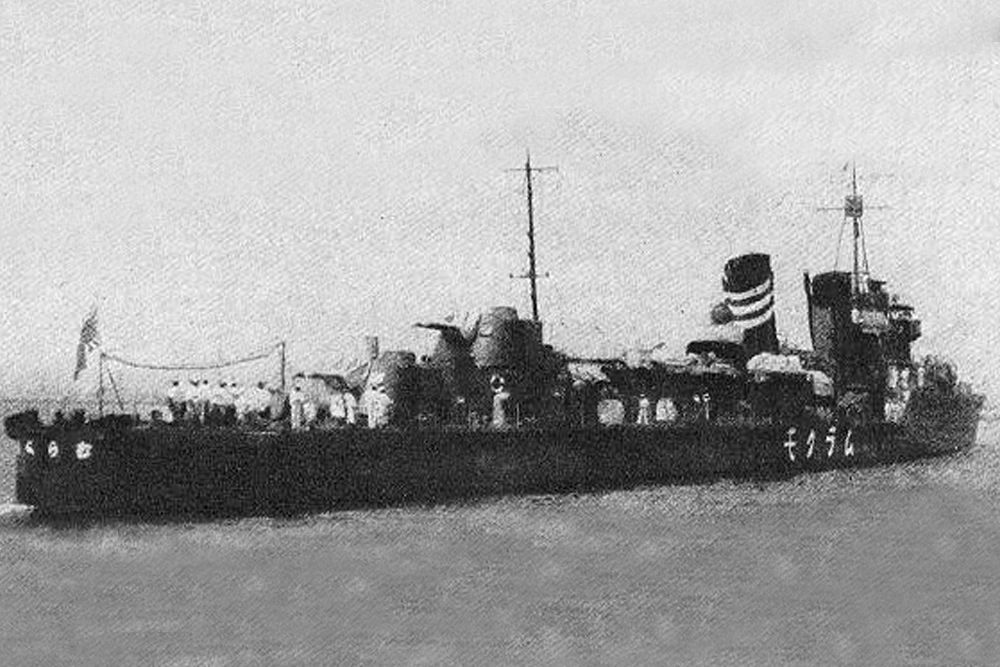
El destructor japonés Murakumo.

Jōjima, enterado de la crisis de la fuerza de bombardeo, destacó a los destructores Shirayuki y Murakumo en misión de asistir al Furutaka o a sus sobrevivientes y al Asagumo y al Natsugumo para reunirse con el Kinugasa, que se había detenido brevemente en su retirada hacia el norte para cubrir el retiro de las naves de Jōjima. A las 07:00, cinco bombarderos SBD Dauntless de la Cactus Air Force atacaron al Kinugasa pero no le infligieron ningún daño. A las 08:20, 11 bombarderos SBD más encontraron y atacaron al Shirayuki y al Murakumo. Aunque no hubo impactos directos, una bomba que falló por poco al Murakumo hizo que este comenzara a tener pérdidas de combustible, lo cual produjo un rastro que permitió que otros aviones de la CAF los siguieran. Al poco tiempo, siete aviones SBD más del CAF y seis TBF Avengers, acompañados por 14 Wildcats, encontraron a los dos destructores japoneses a 274 km de Guadalcanal. En el ataque, el Murakumo fue alcanzado por un torpedo en su sala de máquinas, dejándolo sin potencia. Mientras tanto, el Aoba y el Hatsuyuki alcanzaron el santuario de la base japonesa en las islas Shortland a las 10:00.
En su objetivo de ayudar al Murakumo, el Asagumo y el Natsugumo fueron atacados por otro grupo de 11 aviones del tipo SBD y TBF de la Cactus Air Force escoltados por 12 cazas a las 15:45. Un SBD alcanzó con una bomba al Natsugumo, casi directamente en el centro del barco, mientras que otras dos fallaron por poco aunque contribuyeron a dañarlo severamente. Después de que el Asagumo rescatara a sus sobrevivientes, el Natsugumo se hundió a las 16:27. Los aviones de la CAF también alcanzaron varias veces al inmóvil Murakumo, incendiándolo. Después de que su tripulación abandonara la nave, el Shirayuki la hundió con un torpedo, recogió a sus sobrevivientes y se unió al resto de los buques japoneses en su regreso a las islas Shortland.

## Consecuencias y relevancia
El capitán Kikunori Kijima, jefe del Estado Mayor de Aritomo Gotō y comandante de las fuerzas de bombardeo durante el viaje de regreso a las islas Shortland después de la muerte en batalla de Gotō, reivindicó para sus fuerzas el hundimiento de dos cruceros y un destructor estadounidenses. El capitán del Furutaka, que sobrevivió al hundimiento de su nave, culpó de la pérdida de su crucero al mal reconocimiento aéreo y al deficiente liderazgo del Estado Mayor de la 8.ª Flota comandada por el vicealmirante Gun'ichi Mikawa. Aunque la misión de bombardeo de Gotō falló, el convoy de refuerzos de Jōjima fue desembarcado con éxito, entregando soldados y equipos cruciales en Guadalcanal. El Aoba viajó a Kure, Japón, con motivo de llevar a cabo las reparaciones pertinentes, las cuales fueron terminadas el 15 de febrero de 1943. El Kinugasa fue hundido un mes después de esta batalla, durante la batalla naval de Guadalcanal.

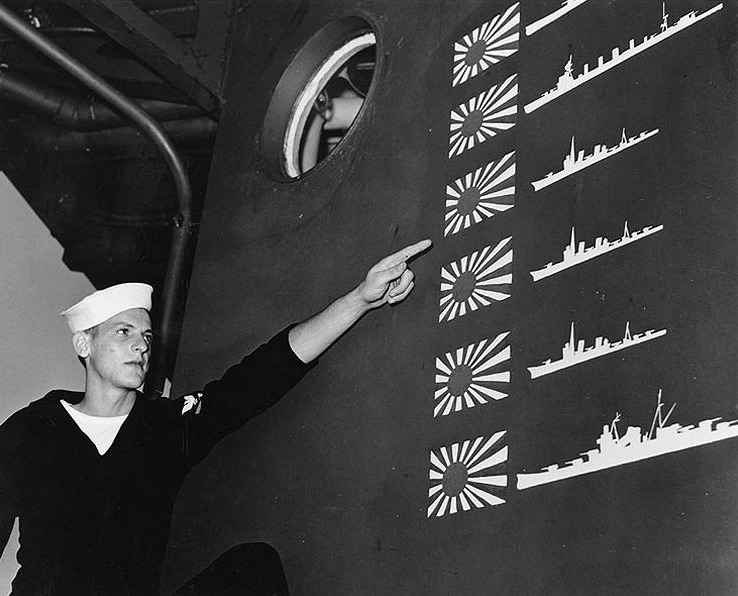
Un marinero estadounidense a bordo del USS Boise, apunta a un marcador, después del regreso de la nave a los Estados Unidos para su reparación por daños de batalla en noviembre de 1942. El marcador alega que el Boise asistió en el hundimiento de tres cruceros y tres destructores, exagerando enormemente las pérdidas reales japonesas en la batalla.

Scott reclamó que sus fuerzas hundieron tres cruceros japoneses y cuatro destructores. Las noticias de la victoria fueron publicadas extensamente en los medios de comunicación norteamericanos. El Boise, que fue lo bastante dañado como para requerir un viaje al Astillero Naval de Filadelfia para ser reparado, fue apodado por la prensa como "la flota de un solo barco" debido a sus hazañas en la batalla, aunque esto se debió principalmente a que los nombres de las otras naves implicadas fueron ocultados por motivos de seguridad. El Boise estuvo en reparación hasta el 20 de marzo de 1943.
A pesar de ser una victoria táctica para los Estados Unidos, Cabo Esperanza tuvo poco efecto estratégico inmediato sobre la situación en Guadalcanal. Apenas dos días después, la noche del 13 de octubre, los acorazados japoneses Kongō y Haruna bombardearon y casi destruyeron el Campo Henderson. Un día después de eso, un gran convoy japonés desembarcó con éxito 4500 soldados y pertrechos en la isla, que ayudaron a completar los preparativos japoneses para una gran ofensiva por tierra, programada para el 23 de octubre. El convoy del Ejército estadounidense llegó a Guadalcanal el 13 de octubre tal y como estaba previsto, y su participación fue crucial en la decisiva batalla terrestre por el Campo Henderson que ocurrió entre el 23 y el 26 de octubre de 1942.
La victoria en Cabo Esperanza contribuyó a impedir una apreciación exacta por parte de los Estados Unidos de las habilidades y tácticas de los japoneses en la lucha naval nocturna. Los estadounidenses no estaban aún al tanto del alcance y la potencia de los torpedos japoneses, de la eficacia de las ópticas de uso nocturno japonesas, y de las capacidades y habilidades bélicas de la mayoría de los comandantes japoneses de destructores y de cruceros. Aplicando incorrectamente las lecciones aprendidas en esta batalla, los comandantes estadounidenses en las subsiguientes batallas navales nocturnas en las Islas Salomón intentaron constantemente probar que el fuego naval estadounidense era más eficaz que los ataques de torpedo japoneses. Esta creencia fue seriamente puesta en entredicho apenas dos meses después durante la batalla de Tassafaronga, en la cual los torpedos japoneses infligieron una de las peores derrotas sufridas por la Marina norteamericana en su historia. Analizado en retrospectiva, parece que la suerte pudo haber tenido tanto que ver en la victoria de Scott en el Cabo Esperanza como el descuido que hizo que las naves de Gotō fueran sorprendidas por las fuerzas de Scott. Un oficial subalterno del USS Helena escribió más tarde: "Cabo Esperanza fue una batalla trilateral en la cual la suerte fue el ganador principal".

## Lectura adicional
- Kilpatrick, C. W. (1987). Naval Night Battles of the Solomons. Exposition Press. ISBN 0-682-40333-4.
- Lacroix, Eric; Linton Wells (1997). Japanese Cruisers of the Pacific War. Naval Institute Press. ISBN 0-87021-311-3.
- Langelo, Vincent A. (2000). With All Our Might: The WWII History of the USS Boise (Cl-47). Eakin Pr. ISBN 0-316-58305-7.
- Lundstrom, John B. (2005 (New edition)). First Team And the Guadalcanal Campaign: Naval Fighter Combat from August to November 1942. Naval Institute Press. ISBN 1-59114-472-8.
- Miller, Thomas G. (1969). Cactus Air Force. Admiral Nimitz Foundation. ISBN 0-934841-17-9.
- Parkin, Robert Sinclair (1995). Blood on the Sea: American Destroyers Lost in World War II. Da Capo Press. ISBN 0-306-81069-7.
- Poor, Henry Varnum; Henry A. Mustin & Colin G. Jameson (1994). The Battles of Cape Esperance, 11 October 1942 and Santa Cruz Islands, 26 October 1942 (Combat Narratives. Solomon Islands Campaign, 4–5). Naval Historical Center. ISBN 0-945274-21-1.
- de la Sierra, Luis (1979). La guerra naval en el Pacífico (1941-1945). Barcelona: Editorial Juventud. ISBN 978-84-261-1590-4.